# 무신 (무술)
무신(武神, Moosin Extreme Martial Arts)은 태권도를 기반으로 한 대한민국의 격투기 대회를 말한다.
무신은 무운(武運)을 지켜주는 신을 의미하는 무술의 신으로 최고의 무도를 상징한다. 무신 대회는 입식타격 격투기를 기반으로 태권도, 무에타이, 복싱, 가라데 등 다양한 입식무술 간의 격돌을 통한 최고의 무도를 가리는 대한민국 입식 및 종합격투기 단체이다.
체급은 슈퍼헤비급, 헤비급, 미들급, 웰터급, 라이트급으로 나뉘고, 2012년 세계 최고 격투단체로 성장하는 것을 목표로 삼고 있다.
2010년 5월에 열린 4회 대회를 마지막으로 더 이상 대회를 열지 않고 있다.

## 무신 대회
제1회 무신 대회가 2009년 6월 7일 오후 4시 장충체육관에서 열렸다. 이 대회에는 총 9경기 18명의 선수가 출전한다. 이중 태권도 출신이 6명으로, 6경기 모두 '태권도와 비(非) 태권도' 대결 구도다. 6명 중 대한민국 선수는 1명이고, 모로코, 네덜란드, 카타르, 일본 등 국적 분포도 다양하다.
제2회 무신 대회는 2009년 7월 26일 올림픽 펜싱경기장에서 열렸으며 1회 대회의 모든 경기 노하우와 대한민국의 선수는 물론 해외의 언론까지 관심을 보이며 훌륭하게 진행되었다.
제3회 대회는 2009년 12월 11일 미국 버밍엄에서 개최되었다. '버터빈' 에릭 에쉬와 크리스 크루트가 메인이벤트를 장식했으며, 입식룰로 치러졌던 1,2회 대회와 달리 종합격투기 룰로 치러졌다.
제4회 대회는 무신의 진면목을 볼 수 있는 대회로서 2010년 5월 21일 미국 보스턴에서 1만 2천명이 경기장을 메운 채 처음으로 케이지에서의 경기를 진행하여 기존 케이지에서의 유명 경기 단체 못지 않은 최고의 모양을 선보이며 미국을 비롯하여 유럽에 중계되었다. 이로써 미국 진출의 성공적 교두보 마련의 계기의 대회가 되었다. 3회 대회와 마찬가지로 종합격투기 룰로 진행되었다.

## 같이 보기
- 스피릿 MC
- 무신 USA